# Timmersdala socken
Timmersdala socken i Västergötland ingick i Vadsbo härad, ingår sedan 1971 i Skövde kommun och motsvarar från 2016 Timmersdala distrikt.
Socknens areal är 10,34 kvadratkilometer varav 10,01 land. År 2000 fanns här 1 052 invånare.  Tätorten Timmersdala med sockenkyrkan Timmersdala kyrka ligger i socknen.

## Administrativ historik
Socknen har medeltida ursprung. 
Vid kommunreformen 1862 övergick socknens ansvar för de kyrkliga frågorna till Timmersdala församling och för de borgerliga frågorna bildades Timmersdala landskommun. Landskommunen utökades 1952 och uppgick 1971 i Skövde kommun. Församlingen uppgick 2002 i Bergs församling.
1 januari 2016 inrättades distriktet Timmersdala, med samma omfattning som församlingen hade 1999/2000.  
Socknen har tillhört län, fögderier, tingslag och domsagor enligt vad som beskrivs i artikeln Vadsbo härad. De indelta soldaterna tillhörde Skaraborgs regemente, Höjentorps kompani och Västgöta regemente, Vadsbo kompani.

## Geografi
Timmersdala socken ligger nordväst om Skövde med sjön Lången i sydväst och skogen Klyftamon i väster. Socknen är en kuperad odlingsbygd nedanför skogsbygden på Klyftamon.

## Fornlämningar
Från järnåldern finns gravar, stensättningar och domarringar.

## Namnet
Namnet skrevs 1453 Tymmetzdal och kommer från kyrkbyn. Förleden har oklar tolkning. Efterleden är dal.